# Ararat Mirzoyan
Ararat Mirzoyan (Armenian: Արարատ Միրզոյան; sinh ngày 23 tháng 11 năm 1979) là một nhà chính trị người Armenia và hiện đang là Chủ tịch hội đồng an ninh quốc gia Armenia. Với tư cách là một thành viên sáng lập của Đảng Cival Contract, ông đã tranh cử dưới một liên minh chính trị tên là Way Out Allicane trong thời gian bầu cử nghị viện 2017 và được bầu làm đại diện của 1/3 khu vực bầu cử, bao gồm hai thị trấn  Malatia-Sebastia và Shengavit vùng lân cận của thành phố Yerevan.
Là một đối thủ mạnh của Serzh Sargsyan, Mirzoyan  là một phần nguyên nhân trong cuộc cách mang nhung Armenia năm 2018 chống lại sự chuyển tiếp của Sargsyan từ Tổng thống tới Thủ tướng. Đặc biệt, vào 11 tháng 4 năm 2018, ông đã đốt pháo sáng trong một phát biểu ở Hội đồng an ninh quốc gia để kêu gọi sự chú ý vào những kế hoạch kháng nghị, thứ cuối cùng đã làm cho Sargsyan phải từ chức.
Vào tháng 5 năm 2018, sau khi Nikol Pashinyan thay Sargsyan làm Thủ tướng, Mirzoyan đã được bổ nhiệm làm Phó thủ tướng thứ nhất dưới chính quyền mới, với vị trí này ông đã phải từ bỏ chức vụ của ông ở Nghị viện.
Vào 10 tháng 11 năm 2020, những người biểu tình đã chiếm tòa nhà Nghị viện và lôi Mirzoyan  từ một chiếc xe hơi, yêu cầu để biết chỗ ở của Thủ tướng Nikol Pashinyan, người đã tuyên bố một hiệp định hòa bình với Azerbaijan  chỉ vài giờ để kết thúc chiến tranh Nagorno-Karabakh. Mirzoyan đã bị đánh bởi một đám đông và sau đó được đưa vào bệnh viện, nơi ông đã trải qua phẫu thuật và được cho là trong tình trạng tốt.